# 稲美町
稲美町（いなみちょう）は、兵庫県の中南部にある町。加古郡に属す。

## 概要
兵庫県南部に位置し、神戸都市圏に属する。兵庫県南部の加古川と明石川に挟まれた印南野台地に位置し、兵庫県東播磨県民局に区分されている。古代では印南野と呼ばれており、播磨国風土記では入波と呼ばれている。万葉集では稲日・稲見と呼ばれており、この本に登場している印南野は古くからの歌枕である。全体的に田園都市であるが、農業基盤の整備を強化しながら阪神地区のベッドタウンとして南部を中心に宅地開発が進められている。

## 地理
雨の少ない瀬戸内気候のうえ印南野台地と呼ばれる台地に位置しており、水資源に乏しく長年手が付けられていなかったが、ため池が多く作られたことにより、土地の開墾が進められた。また、県内最古と言われる天満大池、県内最大の加古大池など、約80箇所の池が有り、全てをあわせると約4km2の面積になる。同時にため池整備がされている。標高の最高地点は相野の92.2mであり、最低地点は中一色の22.3mであり、東西にかけて緩やかな傾斜地である。また、阪神地域の都市近郊農村地帯になっており、農業が盛んである。地目別土地面積（2014年1月1日現在）では、田・畑が47.1%、宅地が17.5%を占める。さらに、1891年（明治24年）には、日本初のサイフォン式水路として淡河川疏水が神戸市北区の淡河川より引かれた。
- 山:相ノ山 標高43.0m
- 川:国安川・草谷川・喜瀬川
- 池:加古大池・天満大池（約89か所ある[11]）
- 平野:播磨平野
- 台地:印南野台地[11]

### 人口
- 当町誕生時の人口は加古村3,686人・母里村6,324人・天満村の8,837人を合併し、3村の合計の18,847人であった。その後は町の住民課の住民基本台帳の人口の調査によると1956年3月31日現在の18,943人であり、その後は東播磨の臨海地域や阪神地域のベッドタウンとして天満地区を中心にして住宅開発が行われ、右肩上がりに増加し、1969年3月31日現在で2万人を超え、1980年には県下の町では一番多くなった。1988年3月31日で3万人を超えたが、2002年3月31日・2006年3月31日現在は32,687人でピークを迎え、その後は微減（2014年3月31日現在約1%減）している。県下最大の町の人口が播磨町に代わり、現在は播磨町・太子町に次ぐ、3番目の人口となった。また、加古地区と母里地区は市街化調整区域で、開発が進まず、人口が減少している。[13][14][10][1][2][15][16][4]。
- 平成22年国勢調査より前回調査からの人口増減をみると、2.84%減の31,036人であり、増減率は県下41市町中22位、49行政区域中30位。

| |                                        |  |
| 稲美町と全国の年齢別人口分布（2005年） | 稲美町の年齢・男女別人口分布（2005年） |  |
| ■紫色 ― 稲美町 ■緑色 ― 日本全国 | ■青色 ― 男性 ■赤色 ― 女性              |  |
| 稲美町（に相当する地域）の人口の推移 \| 1970年（昭和45年） \| 21,140人 \| \| \| 1975年（昭和50年） \| 23,425人 \| \| \| 1980年（昭和55年） \| 27,609人 \| \| \| 1985年（昭和60年） \| 29,579人 \| \| \| 1990年（平成2年） \| 30,603人 \| \| \| 1995年（平成7年） \| 31,377人 \| \| \| 2000年（平成12年） \| 32,054人 \| \| \| 2005年（平成17年） \| 31,944人 \| \| \| 2010年（平成22年） \| 31,026人 \| \| \| 2015年（平成27年） \| 31,020人 \| \| \| 2020年（令和2年） \| 30,268人 \| \| |                                        |  |
| 総務省統計局 国勢調査より |                                        |  |
| 1970年（昭和45年） | 21,140人                               |  |
| 1975年（昭和50年） | 23,425人                               |  |
| 1980年（昭和55年） | 27,609人                               |  |
| 1985年（昭和60年） | 29,579人                               |  |
| 1990年（平成2年） | 30,603人                               |  |
| 1995年（平成7年） | 31,377人                               |  |
| 2000年（平成12年） | 32,054人                               |  |
| 2005年（平成17年） | 31,944人                               |  |
| 2010年（平成22年） | 31,026人                               |  |
| 2015年（平成27年） | 31,020人                               |  |
| 2020年（令和2年） | 30,268人                               |  |

### 面積
加古地域で全体の18%、母里・天満地域で全体の41%を占める。
- 34.96 km2[7][8][14]

| 地区     | 面積      |
| -------- | --------- |
| 加古地域 | 6.40 km2  |
| 母里地域 | 14.15 km2 |
| 天満地域 | 14.41 km2 |

#### 面積の変遷
- 1955年3月31日 - 加古村、母里村、天満村の新設合併により誕生し、面積は34.71 km2[14]
- 1957年10月1日 - 面積修正により、面積は35.18 km2
- 1988年10月1日 - 面積修正により、面積は34.96 km2
- 2014年10月1日 - 面積修正により、面積は34.92 km2

### 広袤（こうぼう）
国土地理院地理情報によると稲美町の東西南北それぞれの端は以下の位置で、東西の長さは7.9km、南北の長さは6.5kmである。
- 東端 : 東経134度58分09秒（上野谷）
- 西端 : 東経134度53分00秒（西和田）
- 南端 : 北緯34度44分43秒（相の山）
- 北端 : 北緯34度46分36秒（下草谷）

### 気候
- 瀬戸内海式気候に属しており、1年中晴天日が多く、雨天日が少ない。台風は3年から6年に一度災害をもたらすが、雪の日は少ない[12]。

### 隣接している自治体・行政区
播磨町も加古郡に属しているが、稲美町と接してはいない。
通勤率は、加古川市へ17.4%、神戸市へ15.6%、明石市へ10.5%である（いずれも平成22年国勢調査）。
- 神戸市（西区）
- 明石市
- 加古川市
- 三木市

## 歴史

### 稲美町誕生前
万葉集に「いなみ野」と詠まれていた。
- 651年 - 法道仙人高薗寺を創設（高薗寺縁起）。
- 653年 - 国安天満神社の前身王子権視を国安字東に観請（天満神社文書）。請久寺創建（請久寺文書）。
- 675年 - 岡大池を築く（口碑）。
- 714年 - 入ケ池完成（入ケ池由来記）。
- 726年 - 聖武天皇印南野行幸。
- 793年 - 北山に川上真楽寺創建、行基の薬師如来像安置（真楽寺縁起）。
- 743年 - 行基が円光寺創建。
- 806年 - 野寺経之池を築く。
- 893年 - 天満神社の社殿を現位置に移し、池大明神を祀る。
- 901年 - 菅原道真西遷に途次、天満神社の地に立ち寄る（伝説）。
- 1336年 - 赤松則村が望理郷四至牓示。
- 1369年 - 国安五輪塔建つ。
- 1380年 - 赤松則村が高薗寺へ蛸草庄東西二十町南北五町寄進。
- 1390年 - 国安宝篋印塔建つ。
- 1441年 - 赤松満祐が滅ぶ時、高薗寺・法雲寺ともに焼失。
- 1442年 - 高薗寺縁起が書かれる。
- 1462年 - 草谷天神社創建。
- 1565年 - 国安天満神社再建。主神を天満天神とする。
- 1580年 - 三木城が落城し、別所氏滅亡。高薗寺焼失。
- 1642年 - 幸竹池を造る。
- 1653年 - 中一色初めて検地。
- 1660年 - 加古大池を築く。
- 1662年 - 愛宕神社建立。
- 1680年 - 加古大溝用水路完成。八幡神社創建。
- 1703年 - 広沢池、広谷池を築く。
- 1872年（明治5年） - 母里地区に推明・成章・弘道三小学校を設置。
- 1873年（明治6年） - 加古地区に命時・明強小学校、天満地区に勤成・章魚・双寿廸明小学校創設。
- 1875年（明治8年） - 母里地区の三小学校を合併し母里小学校とする。
- 1880年（明治13年） - 国営播州葡萄園が印南に開園。
- 1882年（明治15年） - 天満に章魚・杜安小学校、加古の二校を合併し、鳴ケ岡小学校として加古・国岡・北山を学区とする。
- 1887年（明治20年） - 加古・母里・国岡各小学校を簡易小学校と改称。
- 1889年（明治22年） - 町村制施行により加古新村、母里村、天満村が発足。
- 1891年（明治24年） - 母里・天満各尋常小学校となる。
- 1902年（明治35年） - 土山-社間乗合馬車開通。
- 1933年（昭和8年） - 加古川-母里間バス開通。
- 1943年（昭和18年） - 三木（相野）飛行場建設。
- 1948年（昭和23年） - 加古新村が加古村に改称。[18]

### 稲美町誕生後

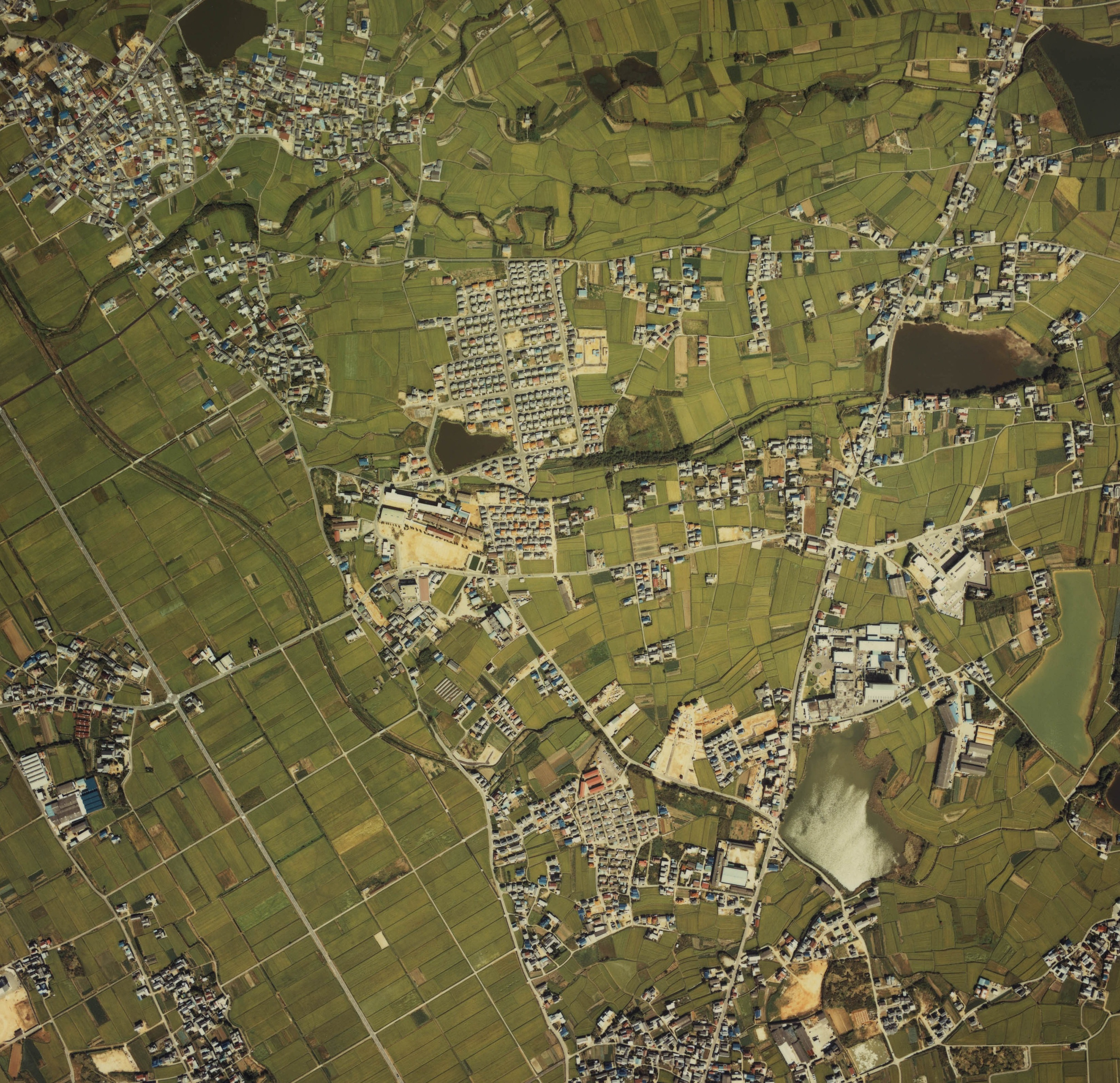
稲美町中心部（1980年度撮影）

- 1955年（昭和30年）3月31日 - 行政業務の拡大のために町村合併促進法により、加古村、母里村、天満村が合併し、稲美町が発足。まずは3村合併で一致したため、「三ヶ村合併促進協議会」を設置して3村とも満場一致で可決し、町制施行。その後、隣接する明石郡北部の岩岡村などが神戸市に編入されていたことから、神戸市との合併を目指した。しかし加古郡の枠を超えた合併は、加古川市など播磨地域の他市町の反発や、町内を二分する深刻な対立を招き、結果独立町制の道を選び現在に至る[19][14][3][4]。
- 1956年（昭和31年）4月1日 - 「い」を図案化した町章を制定[20][21][8][14][22]。
- 1959年（昭和34年） - 町内の小中学校で給食開始。
- 1963年（昭和38年） - 神戸市との合併が浮上するが、住民の反対により断念（#合併参照）。
- 1964年（昭和39年） - 財政再建準備団体に指定。
- 1975年（昭和50年）4月1日 - 稲美町立稲美中学校開校。
- 1975年（昭和50年）- こばと学園開園。
- 1976年（昭和51年） - 東播二市三町組合立東播磨高等学校が現在地（加古郡稲美町中一色）に移転。
- 1977年（昭和52年） - 東播二市三町組合立東播磨高等学校が県立移管し、兵庫県立東播磨高等学校となる。
- 1979年（昭和54年）4月1日 - 兵庫県立稲美野養護学校（現、兵庫県立いなみ野特別支援学校）開校。
- 1980年（昭和55年）4月1日 - 稲美町立天満南小学校開校。
- 1981年（昭和56年）4月3日 - 町花・町木・町民憲章を制定[23][24][22]。
- 1982年（昭和57年）4月1日 - 稲美町立天満東小学校開校。
- 1983年（昭和58年） - 稲美町立郷土資料館開館。
- 1985年（昭和60年）4月1日 - 稲美町立稲美北中学校開校。
- 1986年（昭和61年）8月17日 - いなみ音頭を制定[25]。
- 1988年（昭和63年） - 天満大池公園開園。
- 1990年（平成2年） - 稲美町立憩いの館完成[26]。
- 1991年（平成3年）5月9日 - 町内の麦畑にミステリー・サークルが初めて出現[27][28][注釈 1]。
- 1992年（平成4年）11月3日 - 稲美町立図書館が開館。
- 1996年（平成8年）12月- 印南で播州葡萄園の園舎遺跡発見。
- 2005年（平成17年）3月31日 - 町制50周年。
- 2005年（平成17年）4月24日 - 町制50周年記念事業で2004年2月から公募で集めたイメージキャラクターを決定。
- 2006年（平成18年）1月26日 - 播州葡萄園跡が国の史跡に指定[30]。
- 2007年（平成19年）3月25日 - いなみ野ため池ミュージアム協議会設立[31]。
- 2007年（平成19年）11月30日 - 播州葡萄園跡が近代化産業遺産群に認定[32]。
- 2009年（平成21年）12月19日 - 稲美町立稲美北中学校が第17回全国中学校駅伝大会女子の部で初優勝[33]。
- 2013年（平成25年）11月1日 - 稲美町公式フェイスブックページを開設。
- 2013年（平成25年）12月15日 - 稲美町立稲美中学校が第21回全国中学校駅伝大会女子の部に初出場[34]。
- 2015年（平成27年）3月31日 - 町制60周年。稲美町制施行60周年記念事業を実施。
- 2019年（令和元年）5月1日 - いなみ野万葉の森で「令和」の記念碑および歌碑除幕式。
- 2021年（令和3年）5月5日 - 稲美町立子育て交流施設いなみっこ広場開設。
- 2021年（令和3年）12月19日 - 稲美町立稲美中学校が第29回全国中学校駅伝大会女子の部で初優勝[35][36][37][38]。
- 2022年（令和4年）12月18日 - 稲美町立稲美中学校が第30回全国中学校駅伝大会女子の部で連覇[39][40]。

## 地域

### 大字名
- 町内では旧加古村である加古地区、旧母里村である母里地区、旧天満村である天満地区の3地区に分かれる。

#### 加古地区
- 旧加古村であり、大字が加古のみであり、加古川市と接しており、町の北西部に位置している。全体が市街化調整区域であり、農業地帯となっている[17]。

| 郵便番号 | 大字名 |
| -------- | ------ |
| 675-1105 | 加古   |

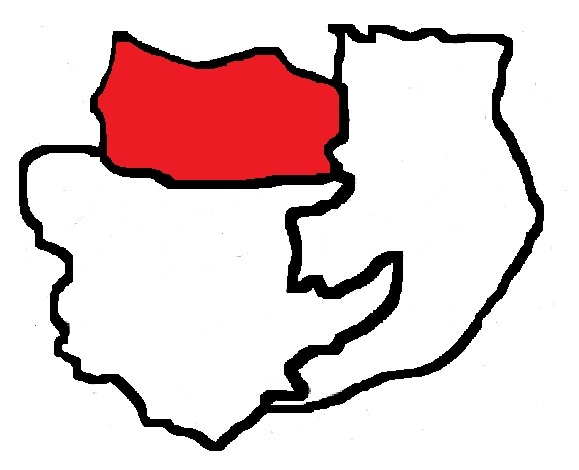
加古地区の範囲
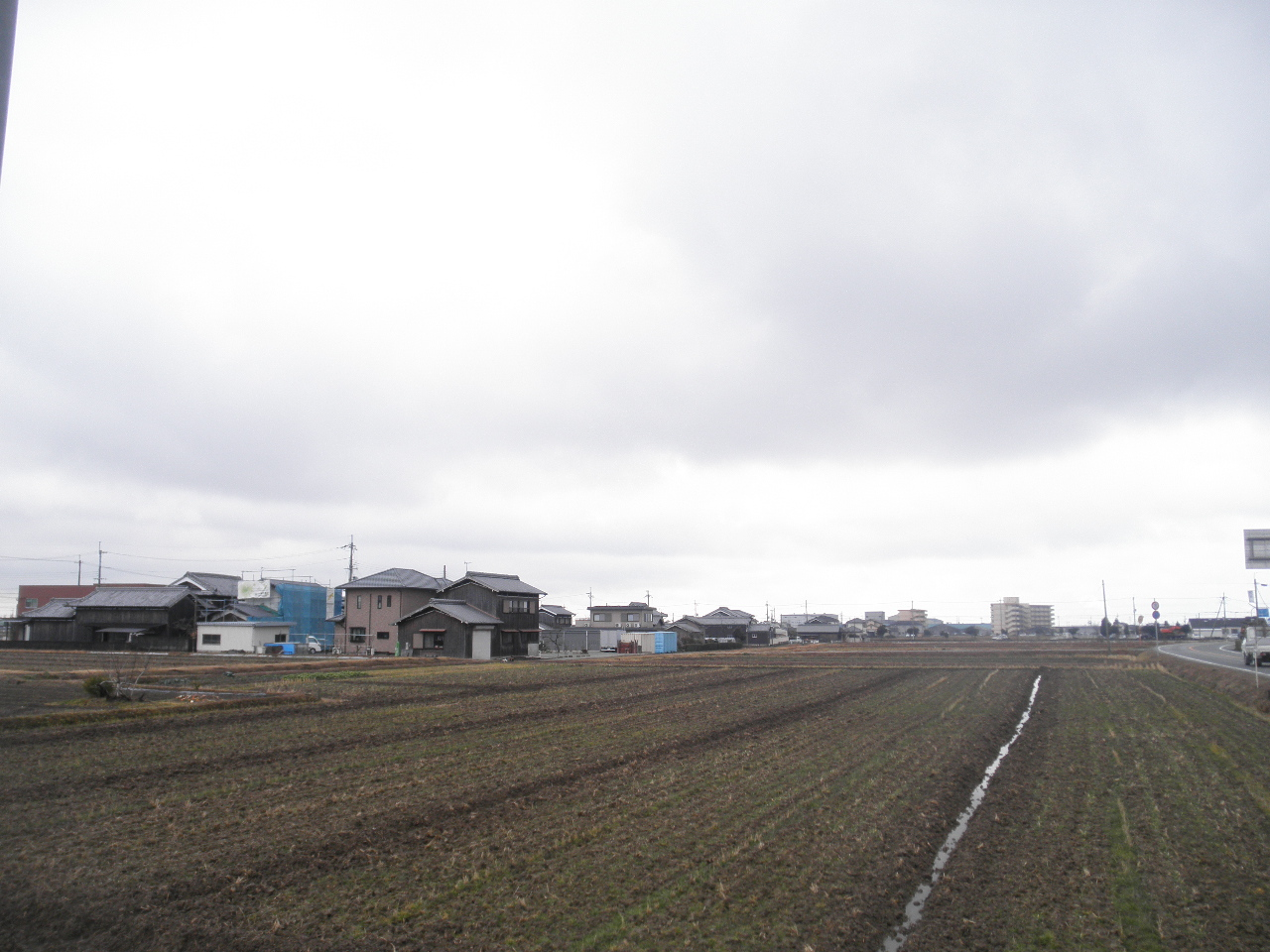
加古地区の街並み 加古で撮影

#### 母里地区

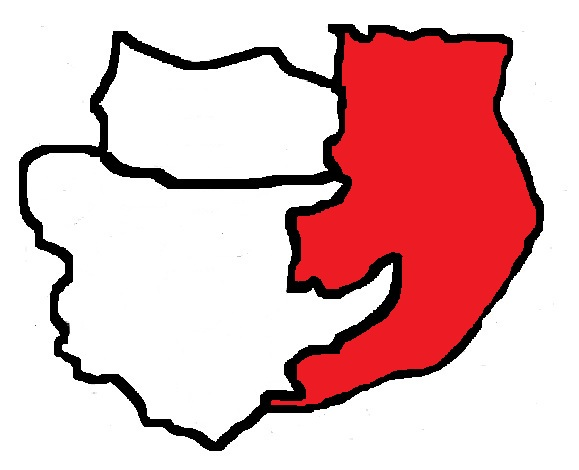
旧母里村であり、町の東部にあり、草谷川中流部周辺と台地上に位置している。三木市と神戸市に接している。丘陵地の農業地帯であり、ため池が多くある。中心部からは離れており、天満地区とは逆に人口が減少している。町内で占める山林面積の大半を占めており、特に草谷川沿いの北側に集中している[16][1][2][41][42][43][44][45][12]。
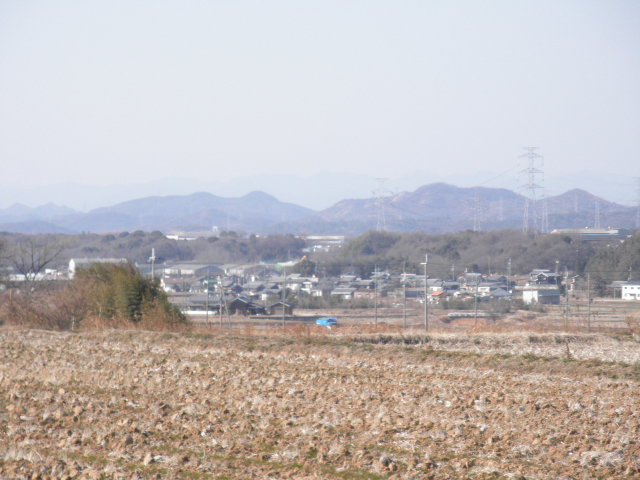
母里地区の街並み 下草谷で撮影

| 郵便番号 | 大字名 |
| -------- | ------ |
| 675-1101 | 下草谷 |
| 675-1102 | 草谷   |
| 675-1103 | 野谷   |
| 675-1104 | 野寺   |
| 675-1111 | 印南   |
| 675-1116 | 蛸草   |

- 母里地区の範囲
- 母里地区の街並み
下草谷で撮影

#### 天満地区

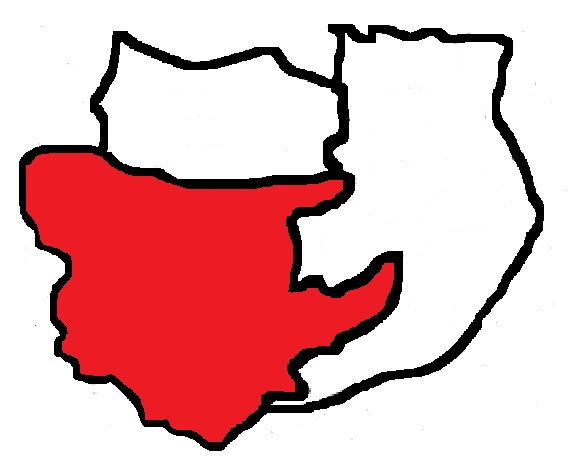
旧天満村であり、加古川市・明石市・神戸市と接しており、町の南西部に位置している。町内の人口の約6割が集中している。中心部・北部は市街化調整区域であるが、南部はJR山陽本線土山駅・第二神明道路明石西インターチェンジに近くかつ阪神地区のベッドタウンであるため工業施設・住宅施設が集中しており、人口が増加している[16][1][2][46]。
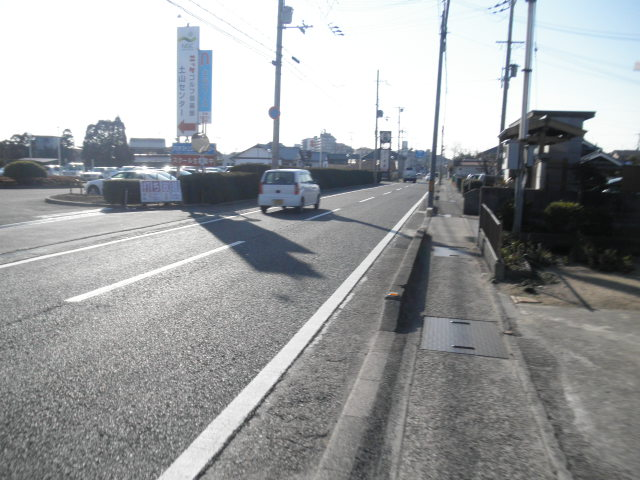
天満地区の街並み 六分一で撮影

| 郵便番号 | 大字名 |
| -------- | ------ |
| 675-1112 | 六分一 |
| 675-1113 | 岡     |
| 675-1114 | 国安   |
| 675-1115 | 国岡   |
| 675-1121 | 北山   |
| 675-1122 | 中村   |
| 675-1123 | 国北   |
| 675-1124 | 森安   |
| 675-1125 | 和田   |
| 675-1126 | 幸竹   |
| 675-1127 | 中一色 |

- 天満地区の範囲
- 天満地区の街並み
六分一で撮影

### 施設
町の公共施設の向上を進めていき、コスモホールなどの公共施設を建設したが年間維持費が高くボランティア中心の運営になっている。。

#### 役場
- 稲美町役場[47]

#### 警察・消防
町内にはないが、加古川市にある加古川警察署・加古川市消防本部が管轄している。

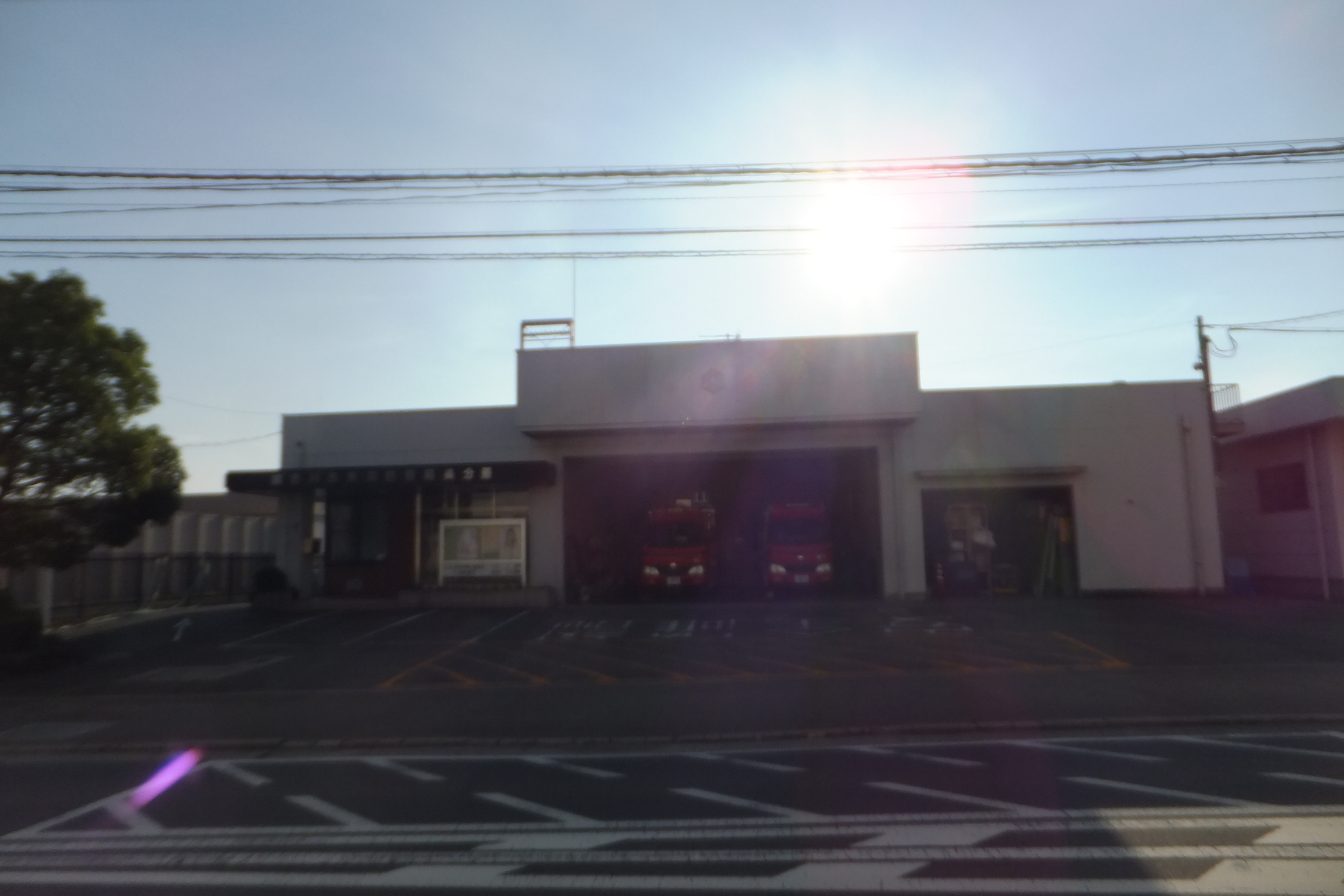
加古川警察署稲美交番
- 加古川警察署稲美東交番
- 加古川市消防本部稲美分署

- 加古川市消防本部稲美分署

#### 公共施設

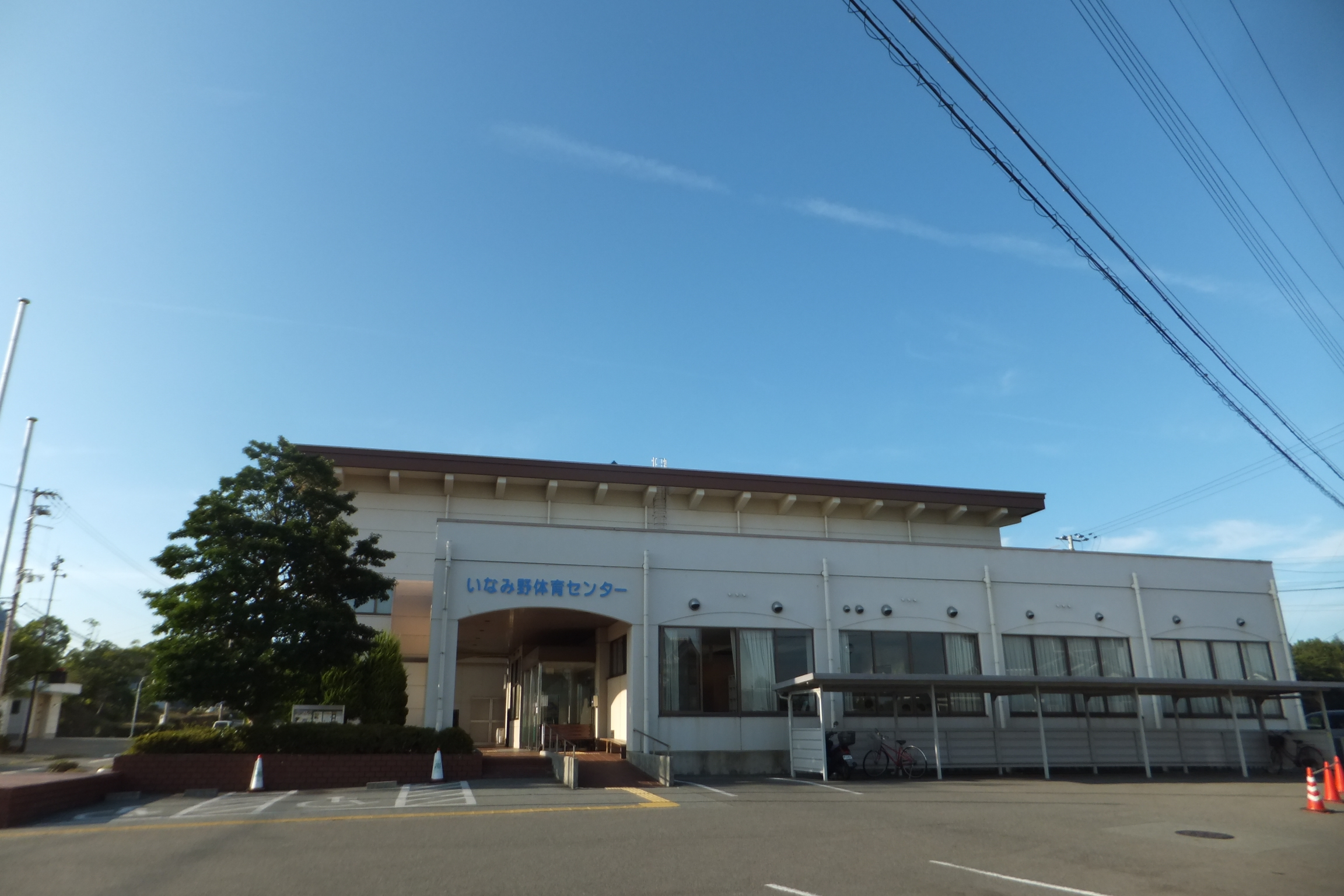
いなみ野体育センター
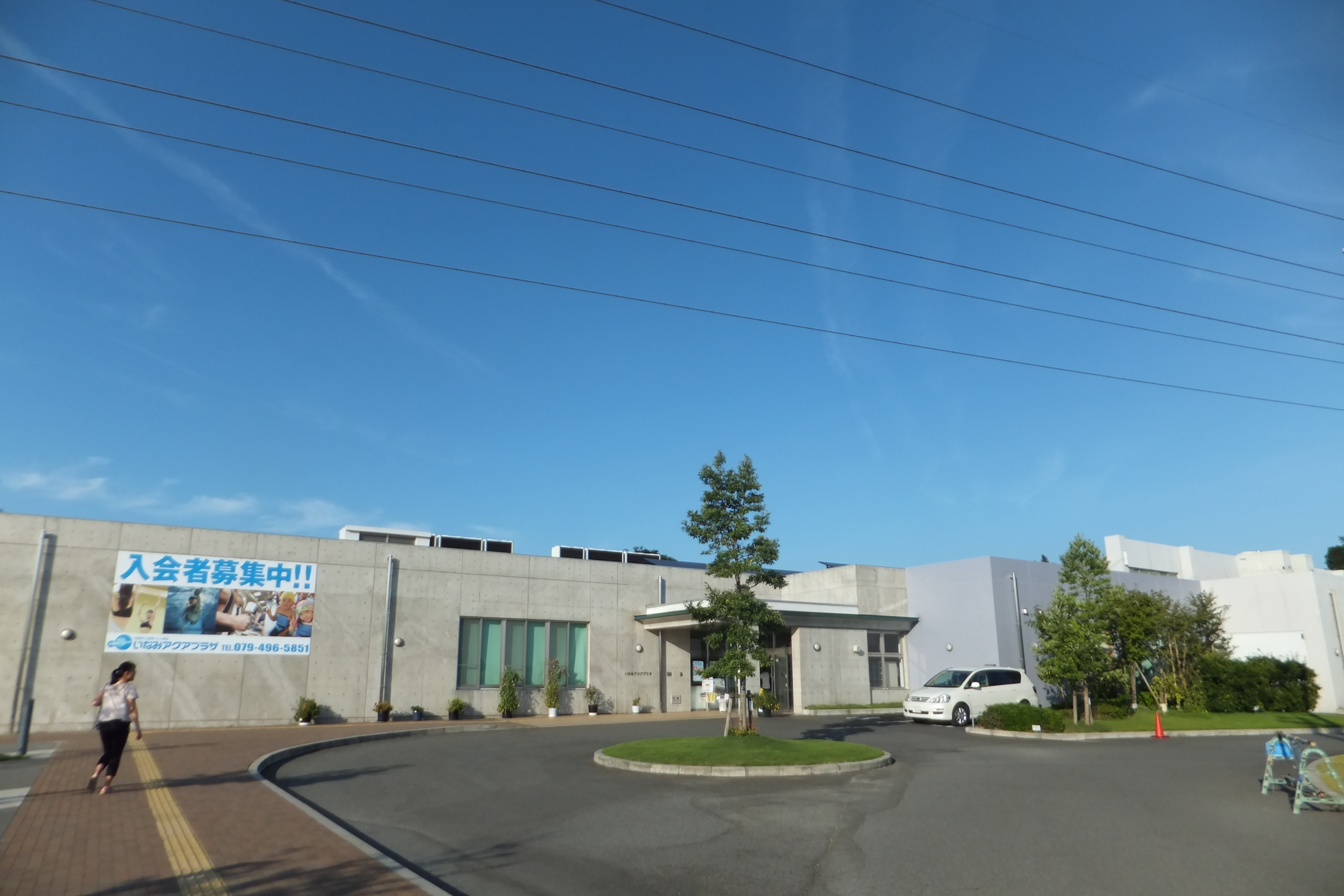
いなみアクアプラザ

- いなみ野体育センター
- いなみアクアプラザ

#### 図書館
- 稲美町立図書館

#### 公園

稲美中央公園

- 稲美中央公園
- 天満大池公園
- いなみ野水辺の里公園
- さくらの森公園
- 大沢池スポーツ公園
- 万葉の森

#### 病院
中学3年生まで入院時にかかる医療費が無料で、子供の通院にかかる医療費を助成している。

稲美中央病院

- 稲美中央病院

#### 福祉
出産祝いに特産米引換券を贈与している。
- 稲美町障害者ふれあいセンター[22][49]

#### 郵便局
- 稲美郵便局
- 稲美天満郵便局
- 稲美和田簡易郵便局
- 母里郵便局

#### 金融機関
- みなと銀行稲美支店 - 指定金融機関
- 但馬銀行稲美支店
- 但陽信用金庫稲美支店
- 播州信用金庫稲美支店
- 兵庫県信用組合稲美支店
- 兵庫南農業協同組合加古支店
- 兵庫南農業協同組合天満支店
- 兵庫南農業協同組合母里支店

#### その他の施設
- いなみ文化の森
  - 文化会館コスモホール
  - ふれあい交流館
- いなみっこ広場
- 稲美斎場（ひじり苑）
- 播州葡萄園歴史の館
- 稲美町立憩いの館
- 加古郡広域シルバー人材センター稲美支部
- 姫路駐屯地東播変電所

## 産業

### 産業種別人口
| 産業       | 比率  |
| ---------- | ----- |
| 第一次産業 | 4.9%  |
| 第二次産業 | 36.3% |
| 第三次産業 | 55.0% |

※2000年10月1日現在

### 農業
農業人口は年々減少しているが、農林水産省から支給される補助金をもとに営農指導をし米作を中心に栽培している。また、圃場整備を積極的に進めたが米が余ったために生産調整をしている。

### 特産物

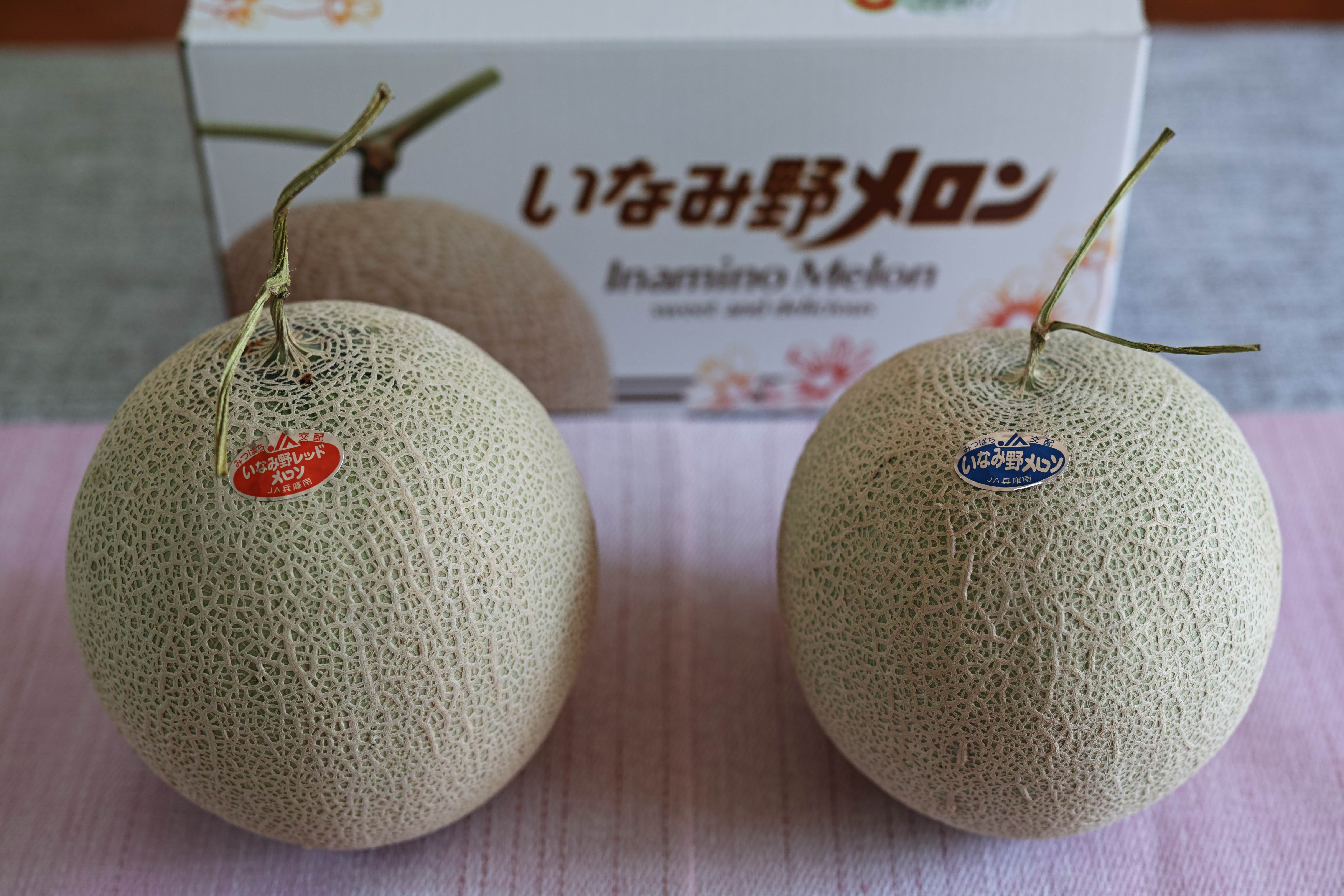
いなみ野メロン

米作を中心としているが、野菜や果物も育てられている。
- メロン[11][51]（いなみ野メロン）[52]
- 米[11]（万葉の香＝品種はコシヒカリ。他にヒノヒカリ・キヌヒカリなども栽培）
- 酒米（山田錦）
- イチジク[51]
- 大麦[51]（六条大麦）[53]

### 商業
食料品店
- エーコープ・フーディーズいなみ
- コープこうべ稲美店
- マックスバリュ稲美店
- マルアイ稲美店
- 業務スーパー フレッシュ石守 稲美店

※神戸物産（業務スーパーを運営）の本社も稲美町だったが2021年に加古川市に移転した。
ドラッグストア
- アルカスーパードラッグ稲美店
- キリン堂稲美店
- ジャパン明石稲美店

ホームセンター
- ジュンテンドー稲美店
- DCMダイキ稲美店
- 農業屋稲美店

飲食店
- 稲美国岡食堂
- いな美の里
- うどん料理いなみ
- 喫茶万葉
- サンキュー
- ながさわ稲美町店
- にじいろレストラン
- 博多ラーメン片岡屋稲美店
- マクドナルド稲美ジョイフルプラザ店
- 播磨水産稲美国岡店
- 播磨水産稲美百丁場店
- 播州醤油中華そば&つけ麺 今昔物語
- やきとり大吉稲美町店
- 来来亭明石西インター店

持ち帰り寿し・弁当店
- 小僧寿し稲美店
- GOD丼丸稲美店
- ほっともっと稲美国岡店
- 本家かまどや稲美町店

洋菓子・和菓子店
- シャトレーゼ明石土山店
- 白十字稲美店
- 松葉堂

農産物直売所
- にじいろふぁ～みん

その他
- しまむら稲美店
- ファンキーポリス土山店
- ひゃくえもん稲美ジョイフルプラザ店

### 工業

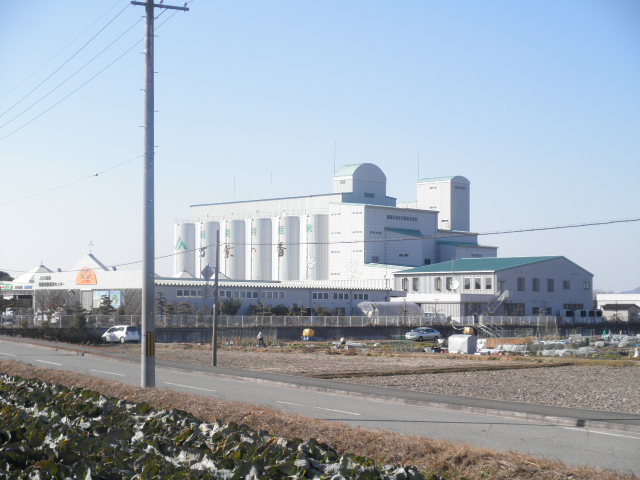
キング醸造

#### 本社を置く企業
| - 井澤本家 - 石原鉄工所 - 稲美電子 - ACR - 木下製罐 - キング醸造 - 神戸物産 | - 新関西衣料サービス - 楯菱電産 - テクノハリマ - トーメイ工業 - 藤製作所 - 堀口鉄工所 - ワイメタル |

#### 拠点を置く企業
| - 明石化成工業稲美工場 - ADEKA明石工場 - オイシス加古川工場 - きしろ和田工場 - 神戸屋土山工場 - 昭和住宅稲美工場 - TOYO TIRE兵庫工場・兵庫事業所 - 日立建機播州工場 | - 日弘ビックス神戸工場 - 日本マタイ兵庫工場 - ノーリツ土山工場 - ブンセン稲美工場 - 文明堂神戸店稲美工場 - 村上給食播磨営業所 - 六甲バター稲美工場 |

## 行政

### 歴代町長
| 代    | 氏名     | 就任年月日    | 退任年月日    |
| ----- | -------- | ------------- | ------------- |
| 1-2   | 大西一雄 | 1955年5月19日 | 1963年2月20日 |
| 3     | 唐木重次 | 1963年2月28日 | 1967年2月27日 |
| 4-8   | 福田幸夫 | 1967年2月28日 | 1987年2月27日 |
| 9-12  | 井上芳和 | 1987年2月28日 | 2002年5月31日 |
| 13    | 赤松達夫 | 2002年6月1日  | 2006年5月31日 |
| 14-17 | 古谷博   | 2006年6月1日  | 2022年5月31日 |
| 18    | 中山哲郎 | 2022年6月1日  | 現職          |

### 稲美町議会
- 定数：14人
- 任期：4年
- 議長：大山和明（リベラルINAMI）
- 副議長：大路恒（無所属）
- 監査委員：山口守（無所属）

| 会派名        | 議席数 | 議員名                                                                         |
| ------------- | ------ | ------------------------------------------------------------------------------ |
| 万葉クラブ    | 2      | 河田公利助、池田博美                                                           |
| 志成会        | 2      | 樋口瑞佳、山田立美                                                             |
| リベラルINAMI | 2      | 大山和明、吉田剛                                                               |
| 無所属        | 8      | 関灘真澄、山口守、大路恒、木村圭二、辻元誠志、池田いつ子、小山裕美、長谷川和重 |

2022年（令和4年）4月1日現在

### 兵庫県議会（加古郡選挙区）
- 定数：1人
- 任期：4年

| 氏名 | 会派名     | 当選回数 |
| ---- | ---------- | -------- |
| 岡毅 | 自由民主党 | 3        |

### 衆議院
- 任期 ： 2021年（令和3年）10月31日 - 2025年（令和7年）10月30日（「第49回衆議院議員総選挙」参照）

| 選挙区                                           | 議員名     | 党派名     | 当選回数 | 備考   |
| ------------------------------------------------ | ---------- | ---------- | -------- | ------ |
| 兵庫県第10区（稲美町、加古川市、高砂市、播磨町） | 渡海紀三朗 | 自由民主党 | 10       | 選挙区 |

### 合併
- 1953年に制定された町村合併促進法によって合併を進め、当初は近隣の自治体との合併を進めてきたが、諸事情から断念し加古村・母里村・天満村の3村で「三ヶ村合併促進協議会」を発足し、満場一致で可決されたことから1955年3月31日に当町が発足した。発足後、1958年に隣接する神戸市との合併を希望し、採択され、1962年に当時の神戸市長である原口忠次郎が当町との合併を賛成する意思表明をし当町の行政も賛成したものの、1963年に住民から反対の声が上がり、解散請求をし、受理されたため合併を断念した。[3][4][5][8]
- 昭和40年代には加古川市・高砂市・播磨町・志方町との2市3町による大合併が構想され、稲美町議会は合併協議会設置案を可決したが、高砂市が合併協議から離脱したことで合併は実現しなかった（志方町#沿革を参照）。

町章

### 紋章
- 「い」の字を図案化し、稲穂をイメージした町章が1956年4月1日に制定された[20][21]。

## 教育

土山自動車学院

兵庫県立東播磨高等学校

1959年（昭和34年）に町内の小中学校で給食が始まった。1975年に天満中学校・母里中学校の両中学校が老朽化のために統合し、稲美中学校を設置した。阪神地区のベッドタウンとして宅地開発が進んだために天満地区を中心に人口が増加し、天満南小学校・天満東小学校・稲美北中学校を設置した。町内の全幼稚園で国際理解教育を実施している。
稲美町の児童生徒にはどんぐりカード、ひょうごっ子ココロンカード、のびのびパスポートの3カードが配布される。3カードすべて配布される自治体は稲美町のみである。
子育て・教育フォーラム in 稲美 など子育て団体によるイベントも活発におこなわれている。

### 幼稚園・小学校・中学校
| 幼稚園               | 小学校               | 中学校               |
| -------------------- | -------------------- | -------------------- |
| 稲美町立加古幼稚園   | 稲美町立加古小学校   | 稲美町立稲美北中学校 |
| 稲美町立天満幼稚園   | 稲美町立天満小学校   | 稲美町立稲美北中学校 |
| 稲美町立天満南幼稚園 | 稲美町立天満南小学校 | 稲美町立稲美中学校   |
| 稲美町立天満東幼稚園 | 稲美町立天満東小学校 | 稲美町立稲美中学校   |
| 稲美町立母里幼稚園   | 稲美町立母里小学校   | 稲美町立稲美中学校   |

### 高等学校
- 兵庫県立東播磨高等学校

### 特別支援学校
- 兵庫県立いなみ野特別支援学校

### その他の学校
- 土山自動車学院

### かつての管轄
- 加古川市立山手中学校（組合を解消する1977年まで加古川市・稲美町組合立山手中学校。所在地は加古川市山手1丁目。）

### 廃止された学校
- 稲美町立天満中学校 - 1975年3月31日廃止
- 稲美町立母里中学校 - 1975年3月31日廃止

## 交通

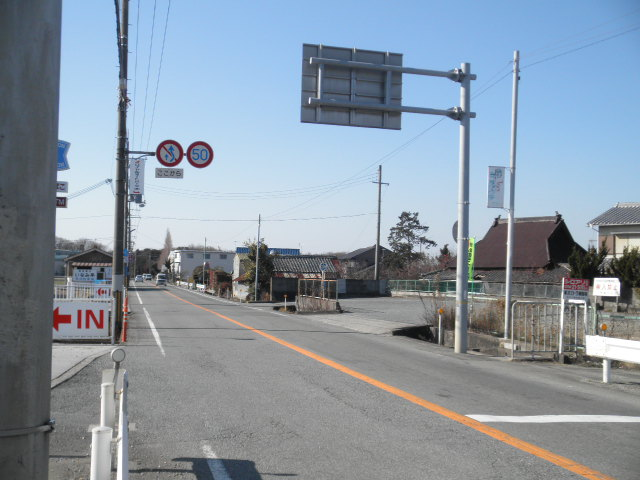
兵庫県道65号神戸加古川姫路線
野寺で撮影

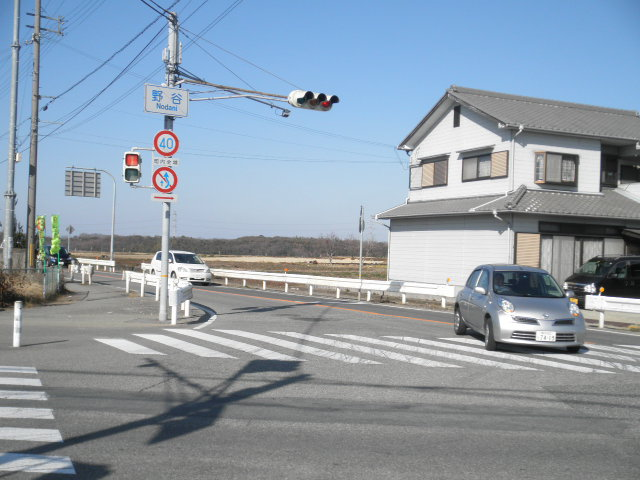
兵庫県道514号志染土山線
野谷で撮影

### 鉄道
町内に鉄道路線は存在しない。南側の住民は主にJR山陽本線土山駅・東加古川駅を利用する。

### 路線バス
- 神姫バス - 鉄道駅では播磨町駅（山陽電鉄本線）・土山駅（JR山陽本線）などから連絡。
- 三木市コミュニティバス（みっきぃバス）のバス停が一部稲美町にあった(※2015年廃止)。

### 道路
町内に高速道路、国道は存在しない。町名が入るインターチェンジとして地域高規格道路（自動車専用道路）の東播磨南北道路八幡稲美ランプがあるが、加古川市内である。高速道路における最寄インターチェンジは山陽自動車道三木小野インターチェンジである。

#### 主要地方道
- 兵庫県道65号神戸加古川姫路線
- 兵庫県道84号宗佐土山線

#### 一般県道
- 兵庫県道148号大久保稲美加古川線
- 兵庫県道377号野村明石線
- 兵庫県道378号六分一神出線
- 兵庫県道381号野谷平岡線
- 兵庫県道382号本荘平岡線
- 兵庫県道384号平荘大久保線
- 兵庫県道513号三木環状線（僅かながら通過する）
- 兵庫県道514号志染土山線

#### 市町村道
- 稲美町道百丁場出新田線

## 名所・旧跡

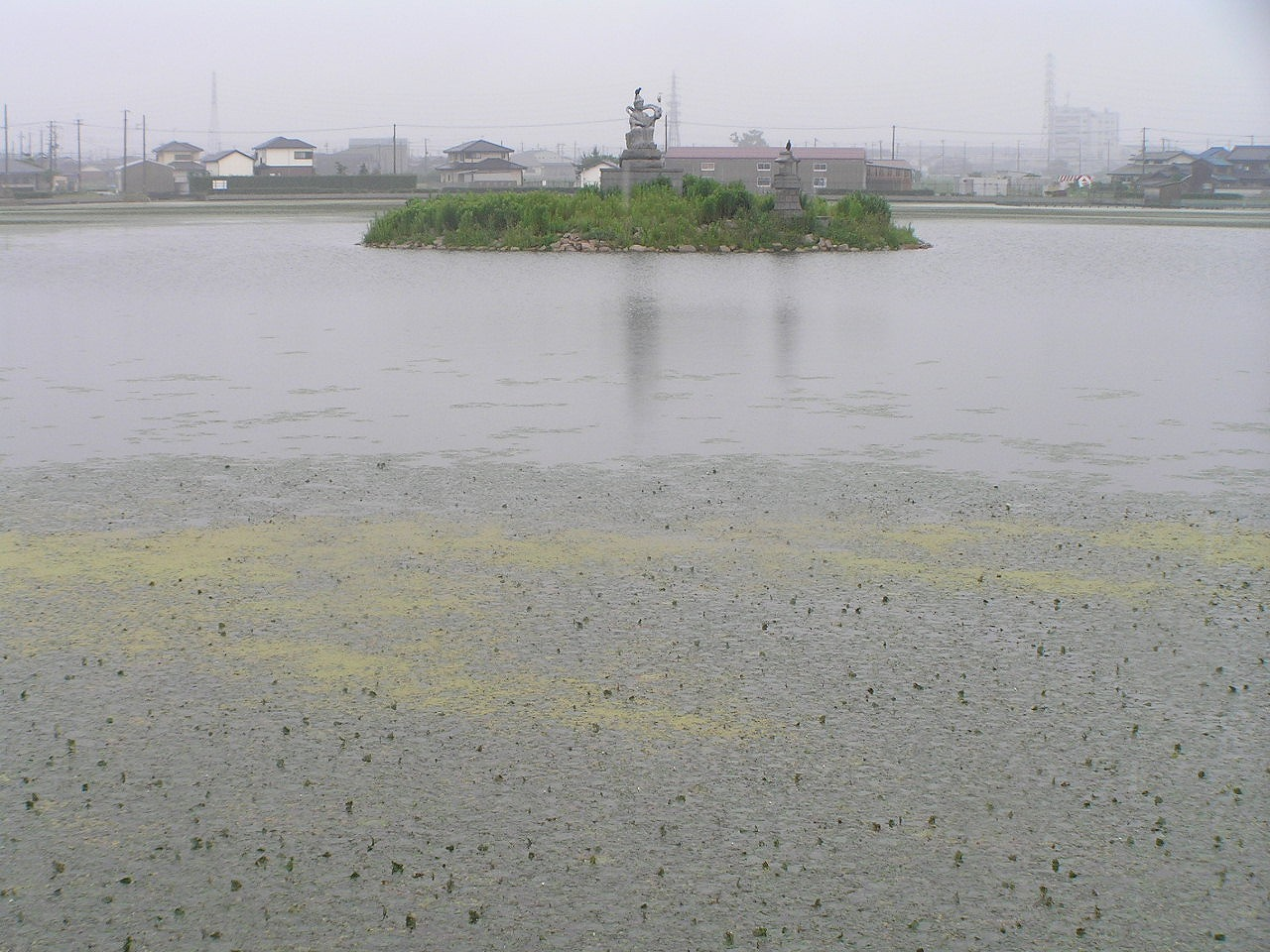
天満大池

- 円光寺
- 加古大池
- 高薗寺
- 天満大池
- 天満神社
- 鳴岡稲荷神社
- 播州葡萄園跡（国の史跡）
- 万葉の森
- 天満大池公園

## 祭事・催事
- いなみ新春万葉マラソン大会 - 毎年1月に開催
- 稲美ふれあいまつり - 毎年5月に開催
- いなみ大池まつり - 毎年8月に開催
- 船江恒平六段杯稲美野将棋大会 - 毎年11月に開催
- いなみ冬景色 - 毎年12月に開催

## 人物

### 出身有名人
※ 五十音順
- 上田美和 - 漫画家
- 魚住折蘆 - 明治時代の評論家
- 大山清子（清子アルサイド） - 前オマーン国王夫人
- 大村達身 - ミュージシャン（ロックバンドくるりの元リードギター担当）
- コトリッチ - 写真家
- 嶋田正吾 - 元サッカー選手
- w-shun - ミュージシャン（KNOCK OUT MONKEYのボーカリスト）
- 武仲麗依 - 女子サッカー選手（INAC神戸レオネッサ所属）
- 西川雄一朗 - 陸上競技選手（東海大学所属）
- 沼田昭二 - 神戸物産創業者・元会長兼社長
- 福田有以 - 陸上競技選手（豊田自動織機所属）
- 三村優果 - 卓球選手
- 森玉美雄 - 戦前の小説家・詩人
- 安井拓也 - サッカー選手（町田ゼルビア所属）
- 冷泉為人 - 日本美術史家・上冷泉家第25代当主
- 横江里沙 - 陸上競技選手（大塚製薬所属）

### 名誉町民
- 中嶋信太郎[59]